# Евровизия 1956
Евровизия 1956 е първото издание на едноименния песенен конкурс.
Провежда се на 24 май 1956 г. в залата на театър „Курсал“ в Лугано, Швейцария. Лоенгрин Филипело е водещ на първия конкурс, който продължава 1 час и 40 минути. На практика това е предимно радио програма, въпреки че в залата има камери, но те снимат само кратки репортажи. Това е причината да не съществува пълен запис на кинолента от фестивалната вечер. През 2011 г., когато Европейският съюз за радио и телевизия решава да създаде архив от всички конкурси, провеждани през годините, за този от 1956 г. е ползвана само фонограма. В нея липсват 20 минути – непосредствено след последното изпълнение до съобщаването на резултатите. Домакините не правят пищно шоу, каквато е традицията в по-късните години. Различните декори зад певците, разбираемо, не са много големи или скъпи. Първият изпълнител, излязъл на сцената на Евровизия е нидерландката Йети Парл, а първият победител – швейцарката Лис Асия с песента „Refrain“ („Припев“).

## Регламент
Всяка участваща страна трябва да избере своите песни с национален финал. Австрия, Великобритания и Дания обаче закъсняват с провеждането му, пропускат крайния срок за регистрация и не са допуснати до участие. Гласуването от разстояние все още не е въведено. Журитата се състоят от по двама души от държава, които са длъжни да присъстват в залата. Председател на всички журита е Ролф Либерман. Тъй като Люксембург не изпраща своя делегация, г-н Либерман възлага на това от Швейцария да гласува и вместо тях. За първи и последен път е разрешено на всяка държава да оценява и собствените си участници. Допускат се само солови изпълнения. Това е и първото и последно издание, когато участващите държави трябва да представят не по една, а по две песни.

## Резултати
В края на шоуто Ролф Либерман съобщава единствено песента-победител. До наши дни не са оцелели писмени записки от гласуванията за всяка отделна песен. Европейският съюз за радио и телевизия приема, че всички останали участници са заели второ място.
| №  | Страна      | Език         | Изпълнител           | Песен                             | Превод                           | Място |
| -- | ----------- | ------------ | -------------------- | --------------------------------- | -------------------------------- | ----- |
| 01 | Нидерландия | нидерландски | Йети Парл            | „De vogels van Holland“           | „Птиците от Нидерландия“         |       |
| 02 | Швейцария   | немски       | Лис Асия             | „Das alte Karussell“              | „Старата въртележка“             |       |
| 03 | Белгия      | френски      | Фуд Льоклер          | „Messieurs les noyés de la Seine“ | „Удавниците от Сена“             |       |
| 04 | Германия    | немски       | Валтер Андреас Шварц | „Im Wartesaal zum großen Glück“   | „В очакване на щастие“           |       |
| 05 | Франция     | френски      | Матье Алтери         | „Le temps perdu“                  | „Изгубеното време“               |       |
| 06 | Люксембург  | френски      | Мишел Арно           | „Ne crois pas“                    | „Не вярвай“                      |       |
| 07 | Италия      | италиански   | Франка Раймонди      | „Aprite le finestre“              | „Отворете прозорците“            |       |
| 08 | Нидерландия | нидерландски | Кори Брокен          | „Voorgoed voorbij“                | „През вечността“                 |       |
| 09 | Швейцария   | френски      | Лис Асия             | „Refrain“                         | „Припев“                         | 1     |
| 10 | Белгия      | френски      | Мони марк            | „Le plus beau jour de ma vie“     | „Най-щастливият ден в моя живот“ |       |
| 11 | Германия    | немски       | Фреди Куин           | „So geht das jede Nacht“          | „Ето как минава всяка вечер“     |       |
| 12 | Франция     | френски      | Дани Дюберсон        | „Il est là“                       | „Той е тук“                      |       |
| 13 | Люксембург  | френски      | Мишел Арно           | „Les amants de minuit“            | „Влюбените в полунощ“            |       |
| 14 | Италия      | италиански   | Тонина Ториели       | „Amami se vuoi“                   | „Обичай ме, ако искаш“           |       |